# Jakimovo
Jakimovo (makedonsky: Јакимово) je vesnice v Severní Makedonii. Nachází se v opštině Vinica ve Východním regionu.

## Geografie
Vesnice leží 1,5 km od města Vinica mezi řekami Bregalnica a Osojnica, v nadmořské výšce 385 metrů. Okolí obce je poseto rýžovými poli.
Vzhledem k urbanizaci a nové zástavbě se vesnice postupně stává součástí města Vinica.

## Historie
Podle legendy byla vesnice pojmenována po muži jménem Joakim. Ten zde v parných dnech vystavěl studnu a zásoboval vodou obyvatelstvo, které následně rozhodlo, že vesnice ponese jeho jméno.
Na konci 19. století byla vesnice součástí Osmanské říše. Podle bulharského spisovatele a etnografa Vasila Kančova zde v roce 1900 žilo celkem 310 obyvatel; z toho 260 byli Makedonci a 50 Turci.
Během 20. století byla vesnice součástí Jugoslávie, konkrétně Socialistické republiky Makedonie.

## Demografie
Podle sčítání lidu z roku 2002 žije ve vesnici 1 101 obyvatel. Etnické složení je:
- Makedonci = 1 088
- Valaši = 10
- Srbové = 3

| Rok          | 1900 | 1905 | 1948 | 1953 | 1961 | 1971 | 1981 | 1991 | 1994 | 2002  |
| ------------ | ---- | ---- | ---- | ---- | ---- | ---- | ---- | ---- | ---- | ----- |
| Obyvatelstvo | 310  | 215  | 282  | 288  | 311  | 562  | 722  | 989  | 928  | 1 101 |